# Anna Wiśniewska-Schoppa
Anna Wiśniewska-Schoppa – polska śpiewaczka operowa (sopran liryko-spinto), specjalizująca się w partiach liryko-spintowych.

## Kariera artystyczna
Ukończyła z wyróżnieniem Wydział Wokalno-aktorski Akademii Muzycznej im. Fryderyka Chopina w Warszawie w klasie śpiewu solowego prof. Urszuli Trawińskiej-Moroz. Umiejętności wokalne doskonaliła również pod kierunkiem Kałudiego Kałudowa.
Swoją karierę sceniczną rozpoczęła jeszcze na studiach, wykonując na swoim trzecim roku rolę Tatiany w operze Eugeniusz Oniegin Piotra Czajkowskiego w Teatrze Wielkim – Operze Narodowej w Warszawie w reż. Macieja Prusa i pod kierownictwem muzycznym Michała Klauzy.
W 2009 roku artystka podjęła etatową współpracę z Operą Śląską w Bytomiu, wcielając się w rolę Mimi w operze Cyganeria G. Pucciniego. Z uznaniem spotkały się jej kolejne kreacje na deskach Opery Śląskiej – Cio-Cio-San w operze Madame Butterfly G. Pucciniego, w reżyserii Henryka Konwińskiego i Elżbieta w Don Carlosie G. Verdiego, w reżyserii Waldemara Zawodzińskiego (w 2012 r.).
W roku 2012 wcieliła się w tytułową rolę opery Tosca G. Pucciniego, w reżyserii Tadeusza Bradeckiego. Pół roku później Anna Wiśniewska-Schoppa wystąpiła w roli Cio-Cio-San w „pół-scenicznej" wersji opery Madama Butterfly G. Pucciniego w Teatrze Wielkim w Łodzi (reż. Janina Niesobska / Waldemar Zawodziński), rozpoczynając tym samym swoją karierę na deskach łódzkiej opery. W Łodzi stworzyła kreację Cio-Cio-San, w realizacji (tym razem już w pełni scenicznej wersji), Madamy Butterfly G. Pucciniego, w reżyserii Janiny Niesobskiej (2013). Kolejną rolą była Leonora w Trubadurze G. Verdiego, w reżyserii Laco Adamíka (2014).
Anna Wiśniewska-Schoppa od 2012 roku współpracuje także z Operą na Zamku w Szczecinie, gdzie wystąpiła jako Cio-Cio-San w uwspółcześnionej inscenizacji Madamy Butterfly G. Pucciniego, w reżyserii Pii Partum oraz jako Amelia w Balu maskowym G. Verdiego w reż. Waldemara Zawodzińskiego.
W grudniu 2014 r. artystka rozpoczęła współpracę z Theater Koblenz w Koblencji (w Niemczech), gdzie od 2015 roku wykonuje tytułową partię opery Tosca G. Pucciniego, w reżyserii Anji Nicklich, pod dyrekcją Giuliano Betty.
W latach 2016–2017 występowała w Halce w Moniuszki (Halka), Eugeniuszu Onieginie P. Czajkowskiego (Tatiana), Turandot G. Pucciniego (Liu), a także w Mocy Przeznaczenia (Leonora), Balu Maskowym (Amelia), i w Aidzie (Aida) G. Verdiego.
Anna Wiśniewska-Schoppa współpracuje m.in. z takimi reżyserami, jak: Anja Nicklich, Waldemar Zawodziński, Janina Niesobska, Maciej Prus, Adolf Weltschek, Tadeusz Bradecki, Laco Adamik, Jarosław Kilian, Paweł Szkotak, Giorgio Madia, Pia Partum, Henryk Konwiński, Maciej Wojtyszko, Ran Arthur Braun, Tomasz Konina, a także z takimi dyrygentami, jak: Giuliano Betta, Enrico Delamboye, Lorenzo Coladonato, Leslie Suganandarajah, Jurek Dybał, Antoni Wit, Vladimir Kiradjiev, Tadeusz Kozłowski, Wojciech Rodek, Michał Klauza, Tomasz Tokarczyk, Bassem Akiki, Tadeusz Serafin, Mirosław Jacek Błaszczyk, Sławomir Chrzanowski, Jacek Boniecki, Andrzej Knapp, Jakub Kontz, Francesco Bottigliero, Krzysztof Dziewięcki.
Występuje na scenach operowych m.in.: Opery Śląskiej, Teatru Wielkiego w Łodzi i Opery na Zamku w Szczecinie.

### Repertuar
- Piotr Czajkowski, Eugeniusz Oniegin – Tatiana, 2016, Teatr Wielki w Łodzi

- G. Puccini, Madame Butterfly – Cio-Cio-San, 2011, Opera Śląska, 2012, Teatr Wielki w Łodzi, 2012, Opera na Zamku w Szczecinie, 2013, Teatr Wielki w Łodzi
- G. Puccini, Tosca – (partia tytułowa), 2012, Opera Śląska, 2013, Teatr Wielki w Łodzi
- G. Puccini, Cyganeria – Mimi, 2009, Opera Śląska
- G. Puccini, Turandot – Liu, 2016, Teatr Wielki w Łodzi

- R. Wagner, Tannhäuser – Venus

- G. Verdi, Don Carlos – Elisabeth de Valois, 2011, Opera Śląska
- G. Verdi, Aida – (partia tytułowa), Opera Śląska
- G. Verdi, Trubadur – Leonora, 2014, Teatr Wielki w Łodzi
- G. Verdi, Nabucco – Anna, Opera Śląska
- G. Verdi, Bal maskowy – Amelia, 2015, Opera na Zamku w Szczecinie
- G. Verdi, Moc przeznaczenia – Leonora, 2017, Opera Śląska

- Stanisław Moniuszko, Halka – (partia tytułowa), 2017, Teatr Wielki w Łodzi
- Krzysztof Penderecki, Ubu Król – Królowa Rosamunda, 2016, Opera Śląska

- G. Verdi, Messa da Requiem, 2016, Filharmonia Śląska[1]
- J. Strauss, Zemsta nietoperza – Rozalinda, 2018, Teatr Wielki w Łodzi[2]

## Nagrody i odznaczenia
- 2014 – Teatralna Nagroda Muzyczna im. Jana Kiepury w kategorii: najlepsza śpiewaczka[3]
- 2016 – Odznaka honorowa „Zasłużony dla Kultury Polskiej”